# Bara (dystrykt)

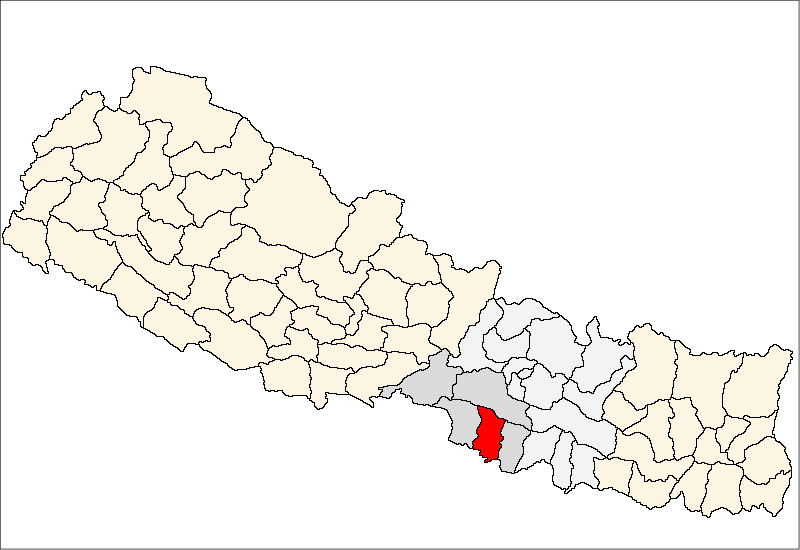
Dystrykt Bara

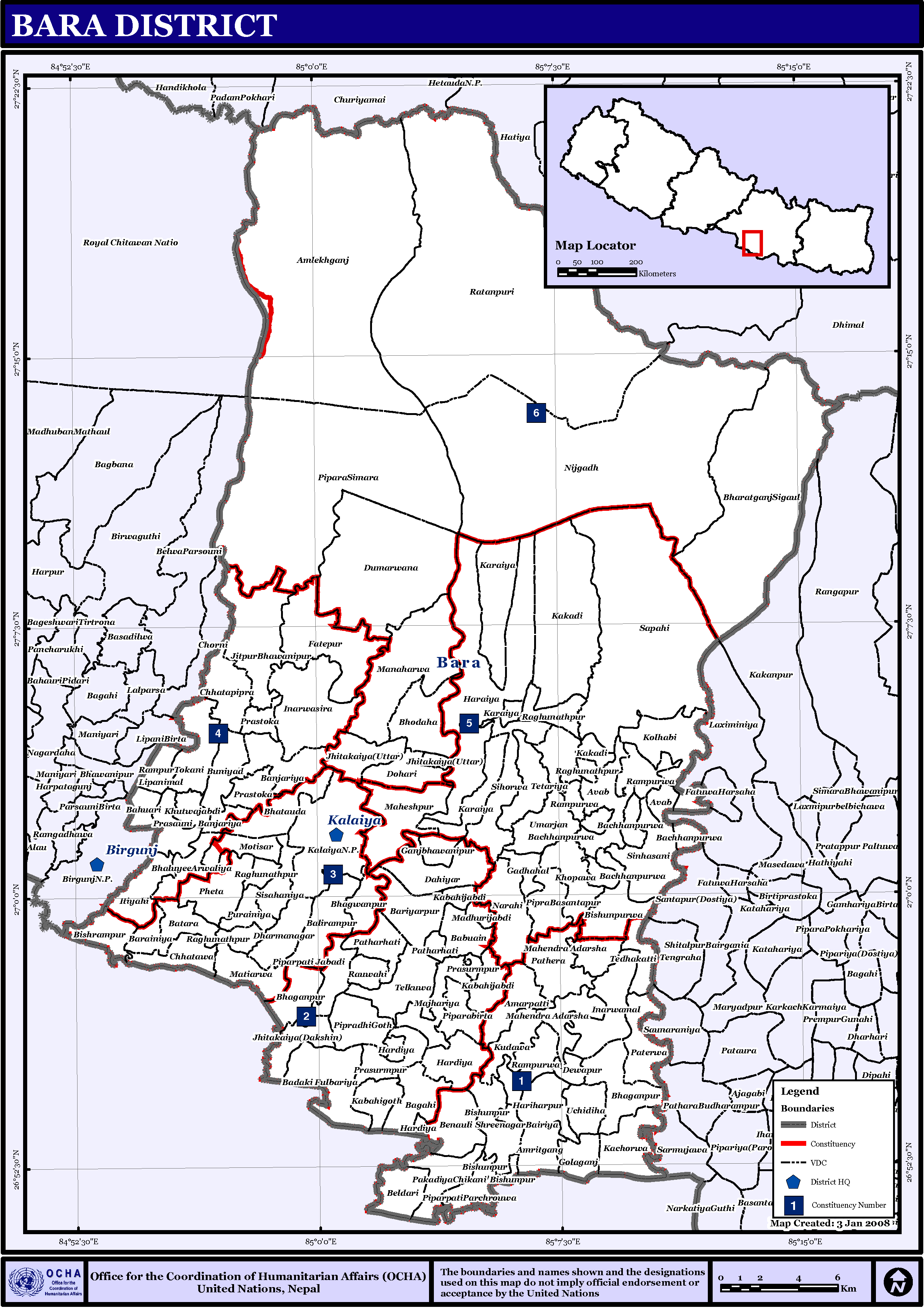
Dystrykt Bara

Dystrykt Bara (nep. बारा) – jeden z siedemdziesięciu pięciu dystryktów Nepalu. Leży w strefie Narajani. Dystrykt ten zajmuje powierzchnię 1190 km², w 2001 r. zamieszkiwało go 559 135 ludzi. Stolicą jest Kalaiya.